# Sue van der Merwe
Susan Comber van der Merwe, née sous le nom de Young en 29 mai 1954, est une femme politique sud-africaine et vice-ministre des Affaires étrangères d'avril 2004 à novembre 2010. 
Auparavant, elle exerce en tant que  conseillère parlementaire auprès du président Thabo Mbeki de janvier 2001 à avril 2004. Membre engagée autrefois dans le mouvement du Black Sash dans la province du Cap, elle est le porte-parole du  Congrès national africain (ANC) à l'Assemblée nationale entre janvier 1996 jusqu'à  sa démission en octobre 2013.

## Jeunesse et carrière
Van der Merwe est né le 29 mai 1954  dans l'actuel Cap-Oriental et grandit à Port Elizabeth. Sa mère, Betty-Ann Young fait la rencontre de son père, un religieux sud-africain, alors qu'elle est en fonction en Afrique du Sud en tant que diplomate. Van der Merwe s'inscrit au lycée de Port Elizabeth en 1971 et, après un échange culturel d'un an dans le cadre du service militaire américain, elle obtient un baccalauréat en arts à l'Université du Cap en 1976.
Pendant l'apartheid, elle se porte volontaire pour le Parti fédéral progressiste, un parti d'opposition blanc, et pour Black Sash ; elle est coordinatrice du bureau de conseil de Black Sash au Cap de 1988 à 1991,,. De 1991 à 1993, elle assiste à l'exercice de planification de scénarios de Mont Fleur en prévision de la transition démocratique de l'Afrique du Sud,, et de 1993 à 1995, elle occupe le poste d'assistante exécutive à l' Open Society Foundation, où elle travaille dans la section radio communautaire,. Elle siège également au conseil d'administration de l'UMAC, une organisation à but non lucratif de la province du Cap, de 1992 à 2002.

## Parlement: 1996–2013
Lors des premières élections post-apartheid en Afrique du Sud en 1994, van der Merwe  présente sa candidature sur la liste du parti de l'ANC, mais elle est classée 144e et ne s'attend pas à être élu. Cependant, elle rejoint l'Assemblée nationale le 15 janvier 1996 en occupant  un siège vacant au sein du caucus de l'ANC,, et y reste  jusqu'au 16 octobre 2013. Elle reste députée jusqu'en janvier 2001, lorsque le président Thabo Mbeki annonce son premier remaniement ministériel et la nomme conseillère parlementaire en remplacement  à Charles Nqakula, qui devient vice-ministre de l'Intérieur. Plus tard cette année-là, le Comité exécutif national (NEC) de l'ANC la désigne comme nouveau membre  du « comité politique » au sein du caucus parlementaire de l'ANC, dirigé  par le vice-président Jacob Zuma.

### Vice-ministre: 2004-2010
Elle reste  conseillère parlementaire jusqu'après les élections générales de 2004, lorsque Mbeki la nomme à un  nouveau poste créé comme deuxième vice-ministre des Affaires étrangères ; elle travaille sous l'autorité de la ministre Nkosazana Dlamini-Zuma et aux côtés du premier vice-ministre de longue date, Aziz Pahad,. Elle est remplacée au poste de conseillère parlementaire par Manne Dipico. 
Bien que le commentateur et ancien député David Dalling affirme que van der Merwe est « publiquement invisible » dans son bureau gouvernemental, elle est élue membre du NEC de l'ANC lors de la 52e Conférence nationale du parti en décembre 2007 ; par le nombre de votes reçus, elle est; classée 54e parmi les 80 candidats élus,.
Après les prochaines élections générales de 2009, le président nouvellement élu Jacob Zuma maintint van der Merwe au poste nouvellement renommé de vice-ministre des relations internationales et de la coopération. 
Cependant, lors d'un remaniement le 1er novembre 2010, elle est limogée et remplacée par Marius Fransman. News24 mentionne que c'est son souhait   de quitter ses fonctions. tandis que le Mail & Guardian rapporte qu'elle n'est pas au courant de son limogeage jusqu'à ce qu'elle entende l'annonce de Zuma.

### Retour à l'arrière-ban: 2010-2013
Van der Merwe continue d’être députée en décembre 2012, elle est réélue de justesse pour un deuxième mandat de cinq ans au sein du NEC de l'ANC, où elle occupe la 76e  place sur les 80 membres élus,.
Elle démissionne de son siège dès 16 octobre 2013. Le ministre Trevor Manuel, ami de van der Merwe depuis l'opération Mont Fleur, lui rend un vibrant hommage au Parlement, décrivant son travail comme « caractérisé par son amour pour la politique et un sens profond l'honneur ».

## Fin de carrière
Après sa démission du Parlement, van der Merwe affirme qu'elle souhaite consacrer plus de temps à des activités à but non lucratif, mais qu'elle reste un membre actif de l'ANC et participe à sa campagne électorale de 2014. 
À cette époque, elle occupe déjà le poste administratrice non exécutive de Sibanye Gold, une société minière et en février 2020, elle est nommée administratrice non exécutive indépendante de Sibanye-Stillwater. Elle rejoint également le conseil national de l'Institut sud-africain des affaires internationales en 2014,.
Elle achève  le reste de son mandat de cinq ans en tant que membre du NEC de l'ANC, qui prend fin en décembre 2017 . En février 2016, le NEC charge van der Merwe et Dipuo Letsatsi-Duba pour assurer le poste d'intérim à la tête de la branche du Cap-Occidental de l'ANC après que le président provincial en exercice, à la suite de la destitution Marius Fransman. 
En mai 2017, elle est l'une des 18 membres du NEC ayant soutenu une motion déposée par Joel Netshitenzhe, demandant à Zuma  de démissionner de son poste de président de l'ANC.

## Vie personnelle
Van der Merwe épouse Tiaan van der Merwe, rencontré lors  de ses études à l'Université du Cap ; il est une figure politique de l'opposition à l'Assembléependant l'avénment de l'apartheid et est mort dans un accident de voiture en 1991. Ils ont deux enfants,.
En avril 2013, van der Merwe est blessée lors d'un  cabriolage à son domicile à Rondebosch, au Cap,.